# 태합입지전 (비디오 게임)
《태합입지전》(일본어: 太閤立志伝)은 코에이에서 1992년에 각종 PC판이, 1993년에는 슈퍼 패미컴과 메가 드라이브에서도 발매된 PC 게임으로, 태합입지전 시리즈의 첫 번째 작품이다. 2004년에는 코에이 설립 25주년 기념사업의 일환으로, 코에이 25주년 기념팩의 Vol.5에 복각판으로서 수록되어 발매되었다. 또, 같은 코에이 설립 25주년 기념작품인 《태합입지전V》에도 체험판이 수록되어 있다. 나아가 코에이 정번 시리즈의 1작으로서도 단품 발매되었다.
음악은 오시마 미치루(大島ミチル)가 담당하고 있다.

## 개요
플레이어는 오다 노부나가 배하의 아시가루 대장 기노시타 도키치로(木下藤吉郎)로서 오와리 기요스성을 거점으로, 원칙적으로는 매월 초에 열리는 평정에 출석하여 노부나가로부터 주명을 받고 일을 해 나간다. 시바타 가쓰이에나 삿사 나리마사는 히데요시를 괴롭히는 역으로 등장하여, 입신출세의 야망을 자극하게 하는 설정으로 되어 있다.
주명은 처음에는 병량이나 철포의 매매이지만, 신뢰도가 높아짐에 따라 대장(物頭), 메쓰케(目付), 부교(奉行), 쥬로(中老)의 형태로 신분이 올라가고, 그에 따라 외교나 성의 개수 등 보다 중요한 주명을 해낼 수 있게 되고, 전투에도 참가할 수 있게 된다. 반대로 주명의 실패가 계속되면 노부나가로부터의 신뢰도가 낮아져 죽임을 당하기도 한다.
그리고 신분이 높아져 가로(家老), 슈쿠로(宿老)가 되면 성(城)을 받고, 그 후는 지금까지와는 다르게 부하에게 내정이나 전쟁 등의 주명을 내리는 입장이 된다. 그 후는 사실대로 혼노지의 변 이벤트를 일으키는 조건을 갖추는 것, 사실과는 다르게 노부나가를 공격하여 모반을 일으키는 것, 노부나가의 전국통일을 보좌하는 것, 모두 가능하게 되어 있다.
혼노지의 변 외에도, 사실의 움직임을 쫓는데 있어서도 히데요시의 이벤트는 이미 꽤 충실하여, 스노마타 이치야 성이나 가네가사키 퇴각전 등, 그 후도 거의 변함없는 형태로 이어지고 있는 이벤트도 적지 않다.
무대가 쥬고쿠 지방부터 간토 지방까지로 한정되어 있지만, 700명을 넘는 등장 무장과, 다이묘가 아닌 오다 노부나가의 가신으로서 주명을 달성해 나가는 시스템, 또 츠지기리(辻斬り)나 상인과의 결탁이라고 하는 나쁜 일도 실행할 수 있는 등, 자유도가 높게 되어 있다. 그 한편으로 전술한 것처럼 노부나가의 기분을 해치면 용서 없이 죽임을 당하거나, 적 무장의 조략(調略)에 실패하면 후에 표적이 되거나 하는 등, 이후의 시리즈 작품보다도 게임오버가 되기 쉽게 되어 있다.
더욱이 본작에서는 《II》 이후와는 다르게 오다 노부나가 이외의 다이묘에게 사관할 수는 없다. 한편으로, 다이묘 가문의 희메(姫)에게 말을 건낼 수 있는 요소나, 시라뵤시(白拍子, 무희)와 하룻밤을 함께 보내는 이벤트, 혹은 노부나가도 포함한 다이묘도 츠지기리할 수 있는 것 등은 다음 작 《II》 이후에는 계승되지 않았다.

## 능력치와 기능
능력치 각각의 최고치는 100으로, 내정, 외교, 통솔, 무력, 매력, 야심으로 되어 있고, 《II》 및 《IV》의 것과 가깝다. 기능은 철포, 조략, 기마, 다도, 축성, 예술, 변설, 문화, 정략, 전술의 10개가 있는데, 정략과 전술 이외의 8개의 레벨은 《II》 이후와 다르게 아이콘 마크의 수나 수치가 없고 A~D의 4단계로 표시되어 있다. 정략, 전술은 본작에서는 성장함에 따라 올라간다. 노부나가의 정략은 레벨 71, 전술은 68로 되어 있다.

## 전투
본작에서의 개인전은 종래의 RPG처럼 커맨드 입력방식으로, 후의 작품과 다르게 액션성이나 시뮬레이션성은 낮다. 야전과 공성전은 정방형 맵 위에서 전개되는 헥사전(정육각형 칸 하나에 한 부대를 위치시켜 치러지는 전투)으로 되어 있지만, 공성전에서는 《II》와는 다르게 고저의 개념이 작은 평면적인 것으로 되어 있다.